# Erçek, İpekyolu
Erçek là một thị trấn thuộc huyện İpekyolu, tỉnh Van, Thổ Nhĩ Kỳ. Dân số thời điểm năm 2011 là 3.769 người.